# Axolema
Se denomina axolema a la parte de la membrana celular que rodea el axón de una neurona.  Tiene importantes funciones en el sistema nervioso pues es responsable de mantener el potencial de membrana ya que contiene canales iónicos a través de los cuales los iones pueden intercambiarse rápidamente entre el interior y el exterior de la célula.

## Descripción
Todas las células del organismo están delimitadas por una membrana celular. Las células principales del sistema nervioso se llaman neuronas y tienen largas prolongaciones denominadas axón por el que se establece la conexión nerviosa con otras neuronas o células no neuronales. La parte de la membrana celular que rodea el axón recibe el nombre de  axolema.

El axolema, al igual que las restantes membranas del organismo, está formado por una capa doble de fosfolípidos ligada a diferentes proteínas,  tiene la particularidad de contar con canales iónicos dependientes de voltaje, que son fundamentales para la transmisión del impulso nervioso. Se han identificado tres tipos de canales iónicos para: el sodio, potasio y calcio. Los canales de potasio son los responsables de la repolarización en el potencial de acción.

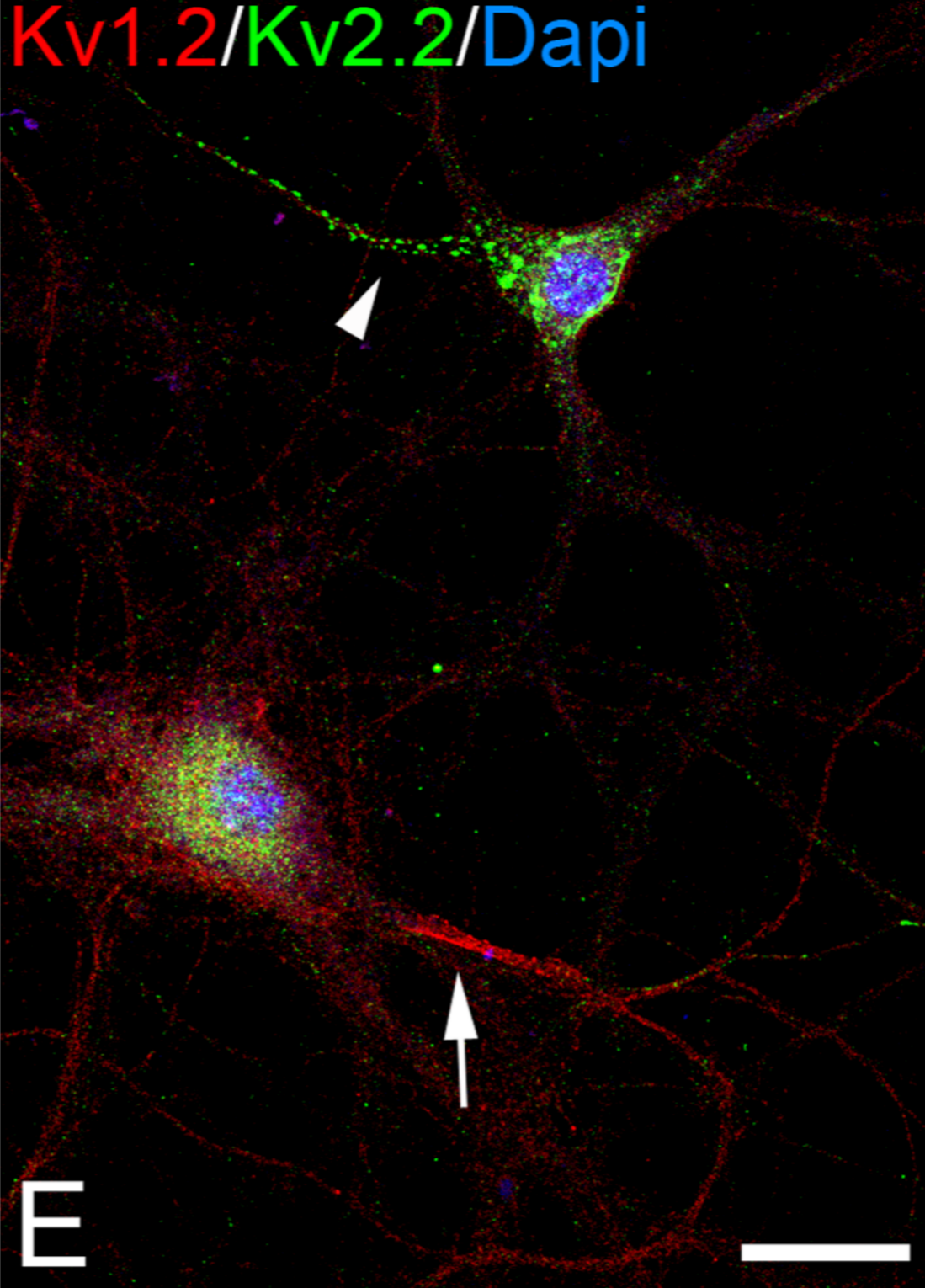
Segmento inicial del axón (AIS) en dos neuronas. Los diferentes colores indican diferentes composiciones del axolema.

La membrana axolémica presenta dos sectores anatómicos característicos: el segmento inicial del axón (AIS) y los nodos de Ranvier. 
Segmento inicial del axón (AIS)
es una región de membrana muy especializada en la inmediata proximidad del soma de la neurona de la creación fija.
Nodos de Ranvier
son espacios de un micrómetro de longitud, que dejan expuesta la membrana del axón al líquido extracelular y se encuentran distribuidos a lo largo del axón.